# Vườn quốc gia Pendjari

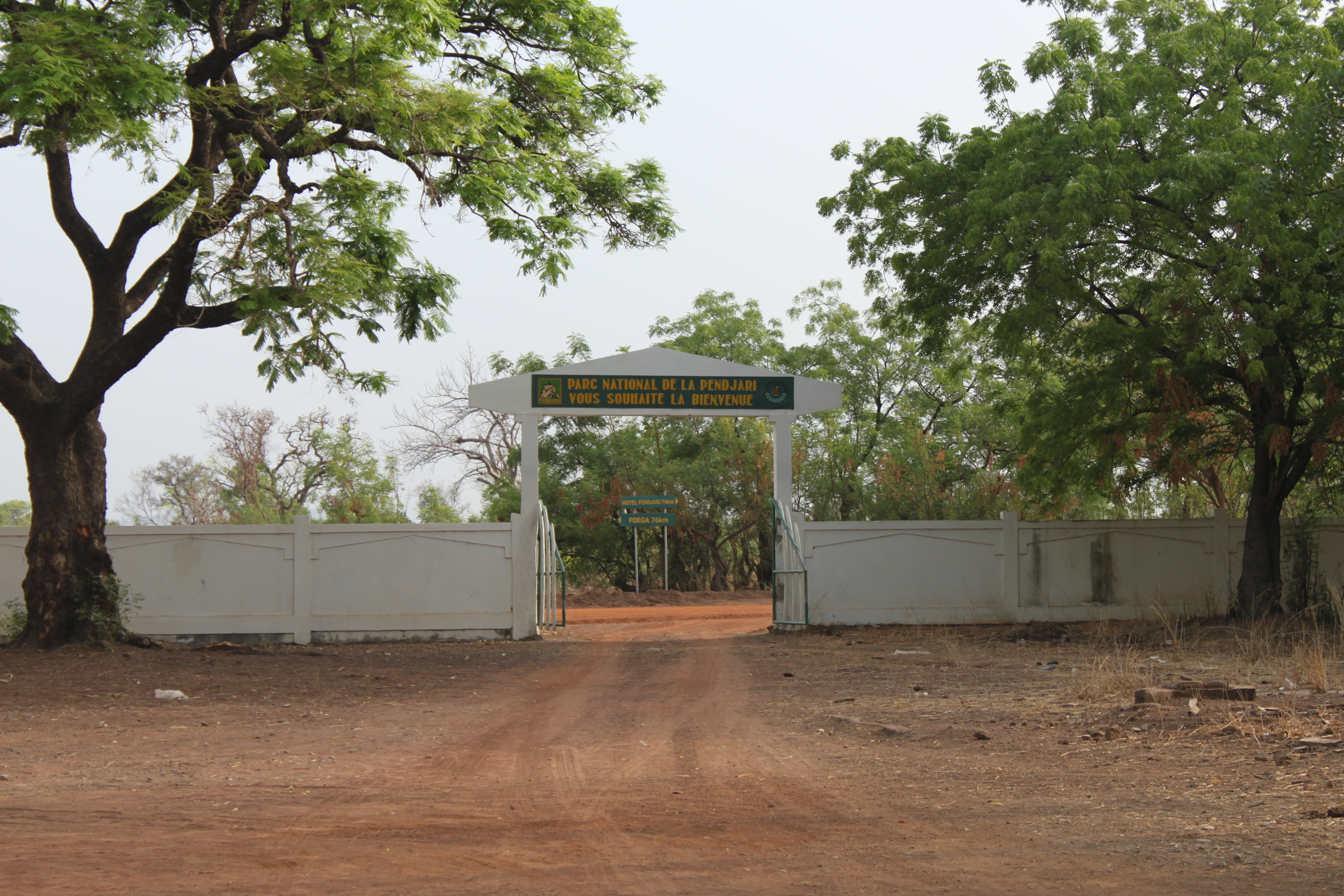

Vườn quốc gia Pendjari (tiếng Pháp: Parc National de la Pandjari) là một vườn quốc gia nằm ở phía bắc của Tây Benin, tiếp giáp với vườn quốc gia Arli của Burkina Faso. Được đặt tên theo sông Pendjari, nó được biết đến với cuộc sống hoang dã nổi bật và là nhà của một số quần thể động vật hoang dã lớn bao gồm Voi rừng châu Phi, Sư tử Tây Phi, Hà mã, Trâu rừng châu Phi và nhiều loài Linh dương ở Tây Phi. Vườn quốc gia này cũng nổi tiếng với sự phong phú của các loài chim.
Pendjari có diện tích 2.755 kilômét vuông (275.500 ha) nằm về phía bắc của Tây Benin. Nó là một phần của Tổ hợp W-Arly-Pendjari, một khu bảo tồn rộng lớn ở Benin, Burkina Faso và Niger. Những ngọn đồi và vách đá của dãy Atakora làm cho khu vực này một trong những khu vực danh lam thắng cảnh đẹp nhất của Benin. Nhờ sự cô lập mà vườn quốc gia Pendjari vẫn là một trong những địa điểm thú vị nhất ở Tây Phi.
Vào tháng 3 năm 2009, nó đã được đề cử là di sản dự kiến của UNESCO, và vào tháng 7 năm 2017, nó được chính thức công nhận là Di sản thế giới như là là một phần mở rộng để tạo thành một di sản xuyên quốc gia của Tổ hợp W-Arly-Pendjari.

## Mô tả
Các vách núi tại vườn quốc gia thưa thớt các loài cây gỗ như Burkea africana, Detarium microcarpum, Lannea acida, Sterculia setigera và Combretum ghasalense. Tại các thung lũng sâu giữa các núi là sự có mặt của loài Isoberlinia doka và Afzelia africana. Vườn quốc gia là nơi có khu rừng hành lang ấn tượng. Nó bao gồm cả savan Sudan và Bắc Guinea, với các khu vực đồng cỏ bị chi phối bởi Acacia sieberiana, Mitragyna inermis hoặc Terminalia macroptera. Lượng mưa của vườn quốc gia khá cao, khoảng 1.100 milimét (43 inch) một năm. Nơi đây mở cửa quanh năm cho du khách, mặc dù từ tháng 6 đến tháng 11 do lượng mưa cao khiến một số khu vực tại vườn quốc gia có thể không thể tiếp cận được.
Vườn quốc gia là nơi sinh sống của hầu hết các loài thú săn điển hình ở thảo nguyên Tây Phi. Một trong những loài động vật có vú lớn nhất vẫn còn được tìm thấy ở Pendjari là loài Báo săn Bắc Phi (Acinonyx jubatus hecki). Tuy vậy, chúng là loài rất hiếm ngay cả là trong vườn quốc gia cũng khó bắt gặp chúng. Có lẽ chỉ có khoảng từ 5-13 cá thể vào năm 2007 có mặt tại vườn quốc gia, bao gồm cả Vườn quốc gia W kế bên. Trong khi đó, số lượng sư tử ở vườn quốc gia Pendjari và W có khoảng 100 cá thể, là quần thể sư tử lớn nhất tại Tây và Trung Phi. Một điều đặc biệt là những con sư tử đực tại đây đều không có bờm hoặc rất ít bờm. Quần thể này càng mang tầm quan trọng khi nghiên cứu đã chỉ ra tính độc nhất trong di truyền của Sư tử Tây Phi so với sư tử ở phía nam và đông châu Phi. Loài Chó hoang Tây Phi là loài đứng bên bờ vực tuyệt chủng được tìm thấy tại vườn quốc gia và cả tại vườn quốc gia Arli giáp ranh của Burkina Faso, là một trong số ít những quần thể cuối cùng của loài này. Nó đã từng coi là đã bị tuyệt chủng, nhưng một số cá thể đã được xác nhận trong một nghiên cứu vào tháng 4 năm 2000. Các loài động vật ăn thịt lớn khác bao gồm Báo châu Phi, Linh cẩu đốm, Chó rừng vằn hông, Cầy hương châu Phi.
Vườn quốc gia có quần thể voi rừng khá lớn. Con số ổn định trong những thập kỷ qua và thống kê được hơn 800 cá thể (từ năm 2005-2010). Tổng số của cả Tổ hợp W-Arly-Pendjari là hơn 3.800 cá thể khiến nó là nơi tập trung số lượng voi lớn nhất ở Tây Phi. Một số loài động vật ăn cỏ khác dễ dàng bắt gặp có thể kể tới Hà mã, Trâu rừng châu Phi, Linh dương sừng móc miền Tây, Linh dương lang, Linh dương Kob, Linh dương hoẵng sườn đỏ, Linh dương Oribi, Linh dương hoẵng và Lợn bướu. Một số loài hiếm hơn bao gồm Linh dương Senegal, Linh dương bụi rậm, Linh dương lau sậy. Linh dương nước từng có số lượng lớn trong những năm 1970 đã giảm chóng mặt chỉ còn 120 vào năm 2004. Các loài linh trưởng đại diện là Khỉ đầu chó olive, Khỉ Patas, Khỉ Tantalus.
Vườn quốc gia này cũng nổi tiếng nhờ sự phong phú của các loài chim với tổng số 300 loài khác nhau. Một số loài ít được ghi nhận bao gồm Diều bụng trắng, Diều đuôi kéo, Cắt nhỏ, Cắt cáo, Kền kền Nubian. Tuy nhiên, nó là nơi dễ dàng bắt gặp Cò nhạn châu Phi, Hạc Abdim, Hạc mỏ yên ngựa và theo mùa các loài Hạc trắng, Cú cá Pel, Đại bàng cá châu Phi.